# ヴァージニア・フォックス
ヴァージニア・フォックス・ザナック（Virginia Fox Zanuck, 1902年4月2日 - 1982年10月14日）は、アメリカ合衆国の女優である。1910年代から1920年代にかけてサイレント映画に出演した。

## キャリアと私生活
ウェストバージニア州ホイーリングで生まれる（彼女の墓ではチャールストン生まれと誤記されている）。
寄宿舎学生時代に友人を訪ねてロサンゼルスに行った際にマック・セネットのスタジオの目に止まる。フォックスは女優となってバスター・キートンの初期作品の多くに主演した。
1924年に映画プロデューサーのダリル・F・ザナックと結婚する。フォックスは女優業を引退し、1979年にダリルが死去するまでの間にリチャード・ダリルなど3人の子供をもうけた。彼女はロサンゼルスのウエストウッド・メモリアルパークに埋葬されている。

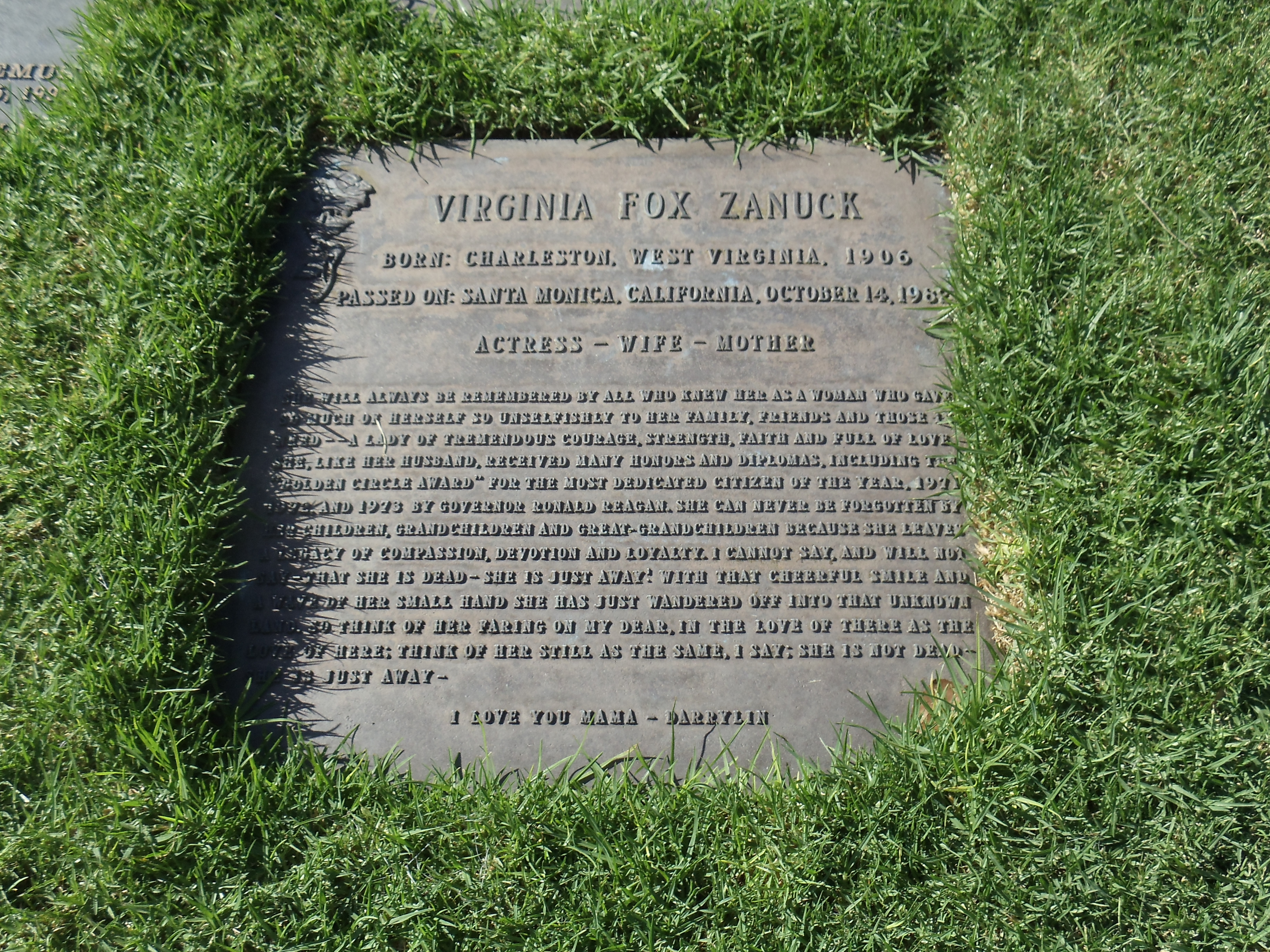
ウエストウッド・メモリアルパークにあるフォックスの墓

## フィルモグラフィ
| 年   | 日本語題 原題                         | 役名                      | 備考       |
| ---- | ------------------------------------- | ------------------------- | ---------- |
| 1915 | A Submarine Pirate                    |                           |            |
| 1920 | Down on the Farm                      | uncredited                |            |
| 1920 | キートンの隣同士 Neighbors            | The Bride                 |            |
| 1921 | キートンの化物屋敷 The Haunted House  | Bank President's Daughter |            |
| 1921 | キートンのハード・ラック Hard Luck    | Virginia                  |            |
| 1921 | キートンの強盗騒動 The Goat           | Chief's daughter          |            |
| 1921 | キートンの即席百人芸 The Playhouse    | Twin                      | Uncredited |
| 1922 | キートンの白人酋長 The Paleface       | Indian Maiden             | Uncredited |
| 1922 | キートンの警官騒動 Cops               | Mayor's Daughter          |            |
| 1922 | キートンの鍛冶屋 The Blacksmith       | Horsewoman                |            |
| 1922 | キートンの電気屋敷 The Electric House | Girl                      | Uncredited |
| 1923 | 捨小舟 The Love Nest                  | The Girl                  |            |
| 1926 | The Caveman                           | Party Girl                |            |